# Ranulfo Drengot
Ranulfo Drengot (también Ranulph, Rainulf, o Rannulf; fallecido en junio de 1045) fue un aventurero normando y el primer conde de Aversa (1030-1045). 

## Llegada a Italia
Cuando uno de los numerosos hermanos de Rainulfo, Osmond, fue exiliado por Ricardo I de Normandía por el asesinato de uno de sus parientes, Rainulfo, Osmond y sus hermanos Gilbert, Asclettin y Raulf partieron en peregrinación hacia el santuario de San Miguel Arcángel en Monte Sant'Angelo, situado en el catapanato de Italia. Llevaron con ellos un ejército de 250 hombres formado por otros exiliados, segundones de familias nobiliarios y aventureros.
En 1017, este grupo llegó al Mezzogiorno, que vivía en una situación de anarquía. Tras establecer una fortaleza en el Monte Gargano en Apulia, se unieron al ejército lombardo de Melo de Bari, que se había levantado en armas contra el gobierno bizantino en la zona. El enfrentamiento más duro tuvo lugar en las cercanías de Cannas, y la coalición normando-lombarda fue aplastada por un ejército bizantino guiado por el catapán Basilio Boioanes. Los normandos quedaron diezmados y Gilbert, hermano de Ranulfo, murió en la batalla. Rainulfo se convirtió en el líder indiscutible de los normandos y se retiró con el resto de sus hombres a Campania, donde, según Amatus de Montecassino, consiguieron aprovecharse de las rivalidades entre los distintos señores lombardos para reforzar su posición.

## Consolidación
Comenzaron a proteger, a cambio de pago, a los grupos de peregrinos que se dirigían al santuario de San Miguel. Rainulfo sirvió también a las órdenes de Pandulfo IV de Capua. “Bajo su protección”, escribió Amato, “saquearon los lugares cercanos y acosaron a los enemigos. Pero como los pensamientos humanos están inclinados hacia la avaricia y el dinero siempre triunfa, de vez en cuando le abandonaban… Vendían sus servicios como podían, según las circunstancias, ofreciendo más al que más daba.” Pronto el equilibrio de poder en la Campania lombarda estaba en manos de los normandos: “Porque los normandos nunca desearon que ninguno de los lombardos obtuviera una victoria decisiva, si esto les ponía en desventaja. Pero ahora apoyando a unos y ayudando a los otros, evitaban que cualquiera quedara completamente arruinado."
Refuerzos normandos y desafectos locales, que eran bienvenidos sin preguntas en el campamento de Rainulfo, incrementaron las fuerzas del comandante normando. El idioma y las costumbres normandas contribuyeron a convertir un dispar grupo de individuos en algo similar a una nación 

## Nápoles
Finalmente, Rainulfo se puso al servicio de Sergio IV de Nápoles, con el que obtuvo varios triunfos. En 1030, el duque Sergio le entregó la Antigua Fortaleza bizantina de Aversa al norte de Nápoles, junto con el título de conde y la mano de su hermana en matrimonio. En 1034, a la muerte de su esposa, Rainulfo se casó con la hija de duque de Amalfi, que era, a su vez, sobrina de Pandulfo IV, enemigo irreconciliable de Sergio. Rainulfo procedió entonces a expandir sus territorios a costa de la abadía de Montecasino. Su título de conde de Aversa fue reconocido por el emperador Conrado II. Tras derrotar a los bizantinos en 1038, se proclamó príncipe, formalizando su independencia de Nápoles y del resto de señores lombardos. Conquistó el principado de Pandulfo y Conrado aprobó la unión de los dos territorios, creando el mayor estado de sur de Italia. En 1039 estaba en el bando de Guaimario IV de Salerno y el emperador Conrado.

## Últimos años
Ranulfo fue uno de los líderes de la coalición anti-bizantina que se rebeló en el sur de Italia en 1040. Tomó parte en la decisiva victoria de Olivento en marzo de 1041. En 1042, tras la victoria de su aliado Guillermo Brazo de Hierro, recibió de los antiguos territorios bizantinos, el control sobre Siponto y Monte Gargano. Falleció en junio de 1045, siendo sucedido por su sobrino Asclettin, hijo de su hermano Asclettin de Acerenza. 